# 圣马克阿弗龙日耶
圣马克阿弗龙日耶（法語：Saint-Marc-à-Frongier，法語發音：[sɛ̃ maʁk a fʁɔ̃ʒje]）是法国克勒兹省的一个市镇，属于欧比松区。

## 地理
圣马克阿弗龙日耶（45°55'47"N, 2°7'14"E）面积25.45 平方千米，位于法国新阿基坦大区克勒兹省，该省份为法国中部省份，位于法國中央高原西北部，北起安德尔省和谢尔省，西接维埃纳省，南至科雷兹省，东临多姆山省，东北与阿列省接壤。
与圣马克阿弗龙日耶接壤的市镇（或旧市镇、城区）包括：欧比松、布莱萨克、圣米歇尔德韦斯、圣康坦拉沙巴讷、瓦利耶尔。

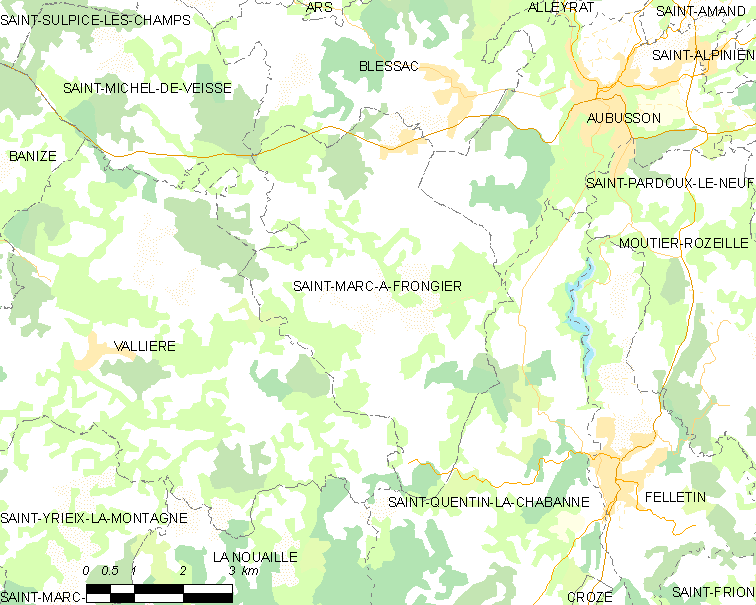
圣马克阿弗龙日耶的OSM定位图

圣马克阿弗龙日耶的时区为UTC+01:00、UTC+02:00（夏令时）。

## 行政
圣马克阿弗龙日耶的邮政编码为23200，INSEE市镇编码为23211。

## 政治
圣马克阿弗龙日耶所属的省级选区为欧比松县。

## 人口

1962-2008年间圣马克阿弗龙日耶人口变化图示

圣马克阿弗龙日耶于2022年1月1日时的人口数量为427人。